# Ossoe-Mekeneng
Ossoe-Mekeneng ou Ossoemekeneng est un village du Cameroun, situé dans la commune de Ngomedzap, le département du Nyong-et-So'o et la région du Centre.

## Population
En 1963, Ossoe-Mekeneng comptait 63 habitants, principalement des Ewondo. Lors du recensement de 2005, on y a dénombré 46 personnes.